# Политически имидж
Политически имидж е термин от областта на политическия маркетинг, под който се разбира пределното средоточие на всички положителни или отрицателни нагласи и впечатления на избирателите към лидерите и политическите сили. Мощната проекция на имиджа се изразява в добавена психологическа стойност, която доминира в процеса на рекламиране чрез медиите и директното общуване.

## Целеви сфери
В по-общ план целта на политическия имидж е да се лансират, наложат и затвърдят позитивните качества на даден кандидат за политически пост (неговия персонален имидж) или компетентните умения на дадена политическа сила (институция), ефективно да се справя със своите функции (корпоративен имидж), в името на това по-пълноценно тези образи да отговарят на обществените очаквания и нагласи.
Конкретизирайки целевите задачи по степен на важност, рамката на имиджовия портрет се затваря в следните три категории:
1. излагане на показ отличителните страни, уникалността на съответния лидер, политическа сила или идея;
2. туширане на отрицателните черти на лидера или организацията;
3. акцентиране върху отрицателните страни на конкурентите.

## Фактори на влияние
Просперитетът на политическия маркетинг и съзнателното изграждане на политическия образ зависи от редица фактори като:
- еволюционно развита медийна система;
- упражняване на политическа система, стимулираща свободната конкуренция;
- развита политическа култура;
- наличие на минимална публичност и популярност.

## Стратегични зони
Първите стъпки, предшестващи процеса по изграждане на стратегия за политическия имидж са статистиките и анализите относно познаваемостта, популярността и личностните характеристики на политиците. Анализът на конкретната ситуация на политическия пазар има за цел да отговори на няколко въпроса:
- Има ли даден политик изграден имидж?
- Ако да, благоприятства ли този вече съществуващ имидж за развитието на персонажа?
- Присъства ли желание за промяна в образа на политика или не?
- Дали евентуалната промяна ще бъде мащабна (кардинална), или по-скоро ще представлява лек коректив на вече изградения образ?

Необходимо условие за изграждане на политически имидж е установяване на праг на познаваемост или очертаване на граница на минималния авторитет. Преминавайки през барикадите на този праг се освобождава достъпът на избирателите до кандидатите. Главен инструмент в борбата с прехода е провеждането на кампания за популяризиране на политика.